# اس‌اس بلژیک
اس‌اس بلژیک (به انگلیسی: SS Belgian) یک زیردریایی بود که طول آن ۴۰۰ فوت ۳ اینچ (۱۲۲٫۰۰ متر) بود. این زیردریایی در سال ۱۹۱۹ ساخته شد.